# HTC Charmer
HTC Charmer（研發代號），是台灣宏達電公司所推出的智慧型手機，Magician外觀，適合女性消費者的PDA手機，2006年3月於歐洲首度發表。已知客製版本T-Mobile MDA Compact II。

## 技術規格
- 處理器：TI OMAP850 195MHz
- 作業系統：Windows Mobile 5.0 for Pocket PC Phone Edition
- 記憶體：ROM：128MB，RAM：64MB
- 尺寸：107.7 毫米 X 58 毫米 X 18.2 毫米
- 重量：150g（含電池）
- 螢幕：QVGA 解析度、2.8 吋 TFT-LCD 平面式觸控感應螢幕
- 網路：GSM/GPRS/EDGE
- 藍牙：Bluetooth 1.2
- 相機：130萬畫素相機，支援自動對焦功能
- 擴充：支援MMC/SDIO介面記憶卡
- 電池：1200mAh充電式鋰或鋰聚合物電池

## 外部連結
- HTC（页面存档备份，存于）
- Qtek
- Dopod